# Драгослав Манић Форски
Драгослав Манић Форски (Радошевац, код Бабушнице, 11. септембар 1936 — Бабушница, 25. март 2024) био је српски књижевник.

## Биографија
Манић је завршио основну школу у родном селу а гимназију у Пироту 1956. године. Завршио је студије српскохрватског језика и југословенске књижевности у Нишу на Вишој школи.
Радио је као наставник у основним школама у Кални, Пироту, Бабушници и у Николичеву.
Писао је песме, приче, чланке и хуморске. Објављивао их је у листовима: Слобода, Политика експрес, Комуниста, Народне новине, Венац, Братство, Књижевна реч, Просветни преглед.
Написао је дела: Антологија народних лужничких песама 1974. године, Печалбари 1974. године, Из ђачких дневника 1976. године, Лужничка народна баштина 1980. године, Јесен живота 1983. године, Тања 1984. године, Самовања 1986. године, На огњишту 1986. године, Приче и лутка, Лужница - монографија у слици и речи 2001. године, Градиште.
Добитник је Вукове награде 1989. године, признања Најдражи учитељ 1988. године, дипломе Пушкин, повеље Карађорђевић, награде општине Оџаци Златокоса богиња и награду општине Бољевац Копријан.